# Stelestylis coriacea
Stelestylis coriacea là một loài thực vật có hoa trong họ Cyclanthaceae. Loài này được Drude miêu tả khoa học đầu tiên năm 1881.